# Notohippus toxodontoides
Notohippus toxodontoides è un mammifero notoungulato estinto, appartenente ai tossodonti. Visse nel Miocene inferiore (circa 20 milioni di anni fa) e i suoi resti fossili sono stati ritrovati in Sudamerica.

## Descrizione
Questo animale è noto per fossili molto incompleti, comprendenti parte della dentatura superiore e inferiore, e non è quindi possibile ricostruirne dettagliatamente l'aspetto. Dal raffronto con animali noti in modo più completo, come Rhynchippus, è possibile ipotizzare che Notohippus fosse un animale dal corpo relativamente robusto, dal muso corto e dalle zampe a tre dita. Rispetto ad altri animali simili di poco precedenti, come Argyrohippus, Notohippus era dotato di una dentatura discontinua, il canino superiore e il primo premolare inferiore erano assenti e le serie del secondo e terzo premolare superiori e inferiori erano più corte. Inoltre la corona dentale del primo incisivo superiore era altamente ricurva, e i molari superiori erano dotati di pieghe del parastilo e del paracono meno sviluppate, e di un ectolofo meno ondulato. Il canino inferiore era a forma di incisivo, e i molari inferiori erano dotati di un angolo posterolabiale del tallonide più arrotondato e di una insenatura del trigonide più stretta.

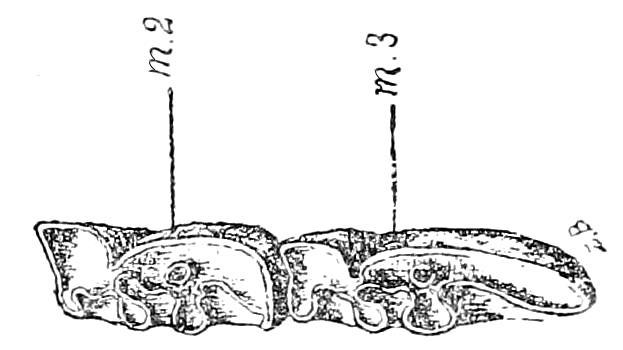
Illustrazione di molari di Notohippus toxodontoides

## Classificazione
Notohippus toxodontoides venne descritto per la prima volta da Florentino Ameghino nel 1891, sulla base di resti fossili ritrovati in terreni del Miocene inferiore della Patagonia. Altri fossili sono stati ritrovati in altre zone dell'Argentina e del Cile. Notohippus è il genere eponimo dei notoippidi (Notohippidae), una famiglia probabilmente parafiletica di notoungulati tossodonti, i cui membri sono probabilmente ancestrali ai veri tossodontidi. In particolare, Notohippus sembrerebbe essere più derivato di Argyrohippus.